# Marco Beers
Marco Beers (* 22. Dezember 1971 in Purmerend) ist ein niederländischer Handballtrainer und ehemaliger Handballspieler.

## Karriere
Der 2,03 m große linke Rückraumspieler lief in seiner Heimat zunächst für Showbizcity Aalsmeer auf, mit dem er 1998 den niederländischen Pokal gewann. Anschließend wechselte er zum deutschen Bundesligisten VfL Gummersbach. Während der Saison 1999/2000 kehrte er nach Aalsmeer zurück. Ab Sommer 2000 spielte er wieder für Gummersbach. Nach drei Jahren schloss er sich dem Wilhelmshavener HV an. Von 2004 bis zu seinem Karriereende 2009 lief er für HV KRAS/Volendam auf, mit dem er 2005, 2006 und 2007 Meister sowie 2006, 2007 und 2009 Pokalsieger wurde. Mit Volendam nahm er am EHF Challenge Cup 2004/05 und viermal am EHF-Pokal teil. Nach seinem Abschied als Aktiver wurde Beers Assistenztrainer von Mark Schmetz bei Volendam.
Für die Niederländische Männer-Handballnationalmannschaft bestritt Marco Beers 45 Länderspiele.